# Маргушин, Фёдор Павлович
Фёдор Павлович Маргушин (18 февраля 1877, станица Николаевская, область Войска Донского, Российская империя — после 1933 Черногория) — офицер русской армии, участник Первой мировой и Гражданской войн, конструктор одной из первых серийных полевых кухонь на колёсах.

## Биография
Родился в семье донских казаков. Окончил Новочеркасское казачье юнкерское училище по 1-му разряду.
Вступил в службу в Донское казачье войско (28.08.1896), хорунжий (ст. 01.09.1898), сотник (ст. 01.09.1902),
С 1906 года - в армейской кавалерии. Штабс-ротмистр (ст. 01.09.1906). 
Сконструировал сравнительно удачную конструкцию пехотно-кавалерийской полевой кухни на четырёх колёсах. Главное интендантское управление обратило внимание на эту конструкцию и после испытаний, 29 июля 1910 года последовало Высочайшее соизволение на введение в войсках кухонь этого образца (пр. по. в. в. 1910 г. № 438).

С 1909 года - младший интендантский приемщик Главного  интендантского управления, ротмистр (ст. 01.09.1910), подполковник (1913 или 1914).

С 21 сентября 1913 года - исправляющий должность штаб-офицера для поручений VI класса при Главном интенданте.
В 1913 году - начальник больших обозных мастерских Главного интендантского управления Московского военного округа.
Полковник (ст. 06.12.1915) 
В годы Первой мировой войны в тыловом  обеспечении армии.
Во время Гражданской войны в белогвардейской Донской армии в чине полковника. 
На 16 июля 1919 штаб-офицер для поручений канцелярии Главного начальника военных снабжений, С апреля 1920 - главный начальник военных сообщений (ВОСО) Всевеликого войска Донского (ВВД).  
В июле — октябре 1920  прикомандирован к штабу ВВД в чине генерал-майора. 
Летом 1920 в Русской Армии в Крыму. Эвакуирован с остатками армии адмирала П. Н. Врангеля.
В эмиграции c женой в Черногории. Открыл в Которе  ресторан, занимался торговлей.

## Общественная деятельность
В 1913 -1914 гг. заместитель председателя Замоскворецкого клуба спорта (ЗСК).
В эмиграции в 1921–1923 член Союза русских инженеров.

## Семья
Жена - Евдокия Михайловна (р.1875)
Двое детей:
- дочь - Таисия Фёдоровна (в замужестве Красносельская; ? — до 11.08.1974) - умерла в Нью-Йорке, США.
- сын - Пётр Фёдорович (18.08.1905, Москва - после 1952, Нью-Йорк ) — инженер-строитель. Окончил Технический факультет Белградского университета (1929). В США жил в Бруклине (Нью-Йорк).

## Награды
- Орден Святого Станислава 3-й степени (1908);
- Орден Святой Анны 3-й степени (1912).